# KkStB 73 sorozat
A kkStB 73 sorozat egy tehervonati szerkocsisgőzmozdony-sorozat volt a cs. kir. osztrák Államvasutaknál (k.k. österreichische Staatsbahnen, kkStB).

## Története
A kkStB ezeket a négycsatlós mozdonyokat 1885 és 1909 között szerezte be. Az első mozdonyokat (73.01-04) az Arlbergbahn-nak szerezte be, a 73.23-28-at a Galizische Transversalbahn-nak. A kkStB 73 sorozatú mozdonyokat minden osztrák mozdonygyár gyártotta. Összességében 452 db készült, melyeket a kkStB a 73.001-454 pályaszámcsoportba osztott be. A 73.300 pályaszámot nem adták ki.
A 73 sorozat a maga idejében nagyon nagy teljesítményű volt és meghatározó volt az osztrák teherszállításban az elkövetkező 25 évben. Képes volt sík pályán 1650 t elegytömeget 30 km/h sebességgel, 10 ‰-es emelkedőn 580 t-t , 25 ‰-es emelkedőn  pedig 250 t-t 15 km/h sebességgel továbbítani. Teljesítménye 700 LE volt.
A 73-asokat főként Galíciában, Bukovinában, Csehországban és Morvaországban, Bécsben, Salzburgban, Tirol-ban és Vorarlberg-ben használták.. Miután a nagyobb teljesítményű mozdonyok (170, 270, 180, 80) már kiszorították őket a teherszállításból, a továbbiakban a tolatószolgálatban használták.
Az első világháború után  a 73-asok a következőképpen osztottak meg a monarchia utódállamai között:
- 233 db a Lengyel Államvasutakhoz került PKP Tp15  sorozatként,
- 119 db a Csehszlovák Államvasutakhoz CSD 414,0 sorozatként,
- 25 db az Olasz Államvasutakhoz FS 424 sorozatként,
- 17 db a Román Államvasutakhoz (CFR),
- 4 db a Jugoszláv Államvasutakhoz JDŽ 133 sorozatként.

A BBÖ-nél  44 maradt, a többi elveszett a háborúban. A ČSD a 414.0 sorozat utolsó mozdonyát 1969 elején selejtezte és a Prágai Országos Műszaki Múzeumnak adta.
Az Anschluss után a Német Birodalmi Vasút (Deutsche Reischbahn, DRB) a 44 db BBÖ mozdonyt az 55.5701-5744 pályaszámcsoportba sorolt be. Ezekhez jött még a második világháború folyamán a 73-asokból a ČSD-től (55.5745−5819), a PKP-től (55.5832−5864 és az  55.5866–5897), valamint a JDŽ-től  (55.5865) a DRB állományába mozdony.
A II. világháború után az Osztrák Szövetségi Vasutak-nek még 38 db mozdony maradt, melyeket a továbbiakban az ÖBB 55 sorozatba osztottak be. Az utolsót közülük 1964-ben selejtezték és az Osztrák Vasútmúzeumnak adták át. A mozdony ma a Strasshofi Vasútmúzeumban található.
A Cseh Köztársaságban a sorozat utolsó meglévő példányát 2009-ben főjavították és azóta a Cseh Erdei Turistavasúton (Touristikbahn im Böhmerwald) nosztalgiaüzemű mozdony.

### Fordítás
Ez a szócikk részben vagy egészben  a   kkStB 73 című német Wikipédia-szócikk fordításán alapul.  Az eredeti cikk szerkesztőit annak laptörténete sorolja fel. Ez a jelzés csupán a megfogalmazás eredetét és a szerzői jogokat jelzi, nem szolgál a cikkben szereplő információk forrásmegjelöléseként.
Az eredeti szócikk forrásai szintén ott találhatóak.